# Caeneressa vitreata
Caeneressa vitreata là một loài bướm đêm thuộc phân họ Arctiinae, họ Erebidae.